# Clinton Spur
Clinton Spur (in lingua inglese: Sperone Clinton) è uno sperone roccioso antartico, situato 3 km a sudest del Neuburg Peak, nel Dufek Massif dei Monti Pensacola, in Antartide. 
Lo sperone è stato mappato dall'United States Geological Survey (USGS) sulla base di rilevazioni e foto aeree scattate dalla U.S. Navy nel periodo 1956-66.
La denominazione è stata assegnata dall'Advisory Committee on Antarctic Names (US-ACAN) in onore di Clinton R. Smith, luogotenente dell'U.S. Navy, che fece parte del gruppo che trascorse l'inverno alla Stazione Ellsworth nel 1957.